# Da’ Nic
Da’ Nic – trzeci minialbum amerykańskiego rapera T.I., którego premiera odbyła się 11 września 2015 roku. Wydawnictwo ukazało się nakładem wytwórni King Inc. w kooperacji z Grand Hustle Records.
Na płycie gościnnie udzieliło się tylko dwóch gości: Young Dro & Young Thug. Poszczególne utwory zostały wyprodukowane przez Jazzfeezy, Scena, Shonuff, League of Starz, London on da Track oraz Mars.
Album zadebiutował na 22. miejscu amerykańskiej listy sprzedaży Billboard 200, 3. pozycji listy Top R&B/Hip-Hop Albums oraz na 2. notowania Top Rap Albums

## Lista utworów
| Nr | Tytuł utworu                                          | Producent              | Długość |
| -- | ----------------------------------------------------- | ---------------------- | ------- |
| 1. | „Broadcast Live”                                      | Jazzfeezy, Scena       | 3:53    |
| 2. | „Ain't Gonna See It”                                  | Shonuff                | 2:25    |
| 3. | „Check, Run It”                                       | League of Starz        | 3:57    |
| 4. | „Peanut Butter Jelly” (gości. Young Dro & Young Thug) | London on da Track     | 5:17    |
| 5. | „Project Steps”                                       | Mars (1500 or Nothin') | 3:59    |
|    |                                                       |                        | 19:31   |